# نظرية الشبكات

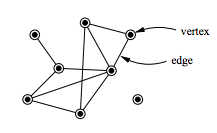
مثال صغير لشبكة بثمانية رؤوس وعشرة حواف

نظرية الشبكة هي دراسة الرسوم البيانية كتمثيل إما للعلاقات المتناظرة أو العلاقات غير المتماثلة بين الكائنات المنفصلة. في علوم الحاسوب وعلوم الشبكات، تعد نظرية الشبكة جزءًا من نظرية الرسم البياني: يمكن تعريف الشبكة على أنها رسم بياني للعقد و/أو الحواف سمات (مثل الأسماء).
نظرية الشبكة لها تطبيقات في العديد من التخصصات بما في ذلك الفيزياء الإحصائية، فيزياء الجسيمات، علوم الحاسوب، الهندسة الكهربائية، علم الأحياء، الاقتصاد، المالية، بحوث العمليات، علم المناخ، علم البيئة، الصحة العامة، علم الاجتماع وعلم الأعصاب. تشمل تطبيقات نظرية الشبكة الشبكات اللوجستية، وشبكة الويب العالمية، والإنترنت، وشبكات تنظيم الجينات، والشبكات الأيضية، والشبكات الاجتماعية، والشبكات المعرفية، وما إلى ذلك؛ انظر قائمة موضوعات نظرية الشبكة لمزيد من الأمثلة.
يعتبر حل ليونهارت أويلر لمشكلة جسور كونيغسبرغ السبعة أول دليل حقيقي في نظرية الشبكات.

## تحسين الشبكة
تتم دراسة مشاكل الشبكة التي تنطوي على إيجاد الطريقة المثلى لعمل شيء ما تحت اسم الاستمثال التوافقي. تشمل الأمثلة تدفق الشبكة، ومسألة المسار الأقصر، ومشكلة النقل، ومشكلة إعادة الشحن، ومشكلة الموقع، ومشكلة المطابقة، ومسألة الإسناد، ومشكلة التعبئة، ومشكلة التوجيه، وتحليل المسار الحرج، وPERT (تقنية تقييم البرامج والمراجعة).

## تحليل الشبكات

### تحليل الشبكة الاجتماعية
تربط تحليل الشبكة الاجتماعية  العلاقات بين أفراد في الشبكة الاجتماعية. في كثير من الأحيان يكون هؤلاء الأفراد أشخاص، ولكن يمكن أن يكونوا مجموعات (بما في ذلك الزمر و الكتل المتماسكة) والمنظمات والدول القومية، ومواقع الويب، أو الاستشهادات بين منشورات علمية.
لتحليل الشبكات، وتحليل حركة المرور المماثل لها، استخدامات كبير في جمع المعلومات الاستخباراتية. يمكن تحديد هيكلها من خلال رصد أنماط الاتصال بين عقد الشبكة. يمكن استخدم هذا لكشف شبكات المتمردين الهرمية الشكل أو التي من دون قيادة.

### تحليل الشبكة البيولوجية
اكتسب تحليل الشبكات الجزيئية اهتماما كبيرا بعد الانفجار الأخير لحجم البيانات البيولوجي المتاحة للعامة. هذا النوع من التحليل يرتبط ارتباطا وثيقا بتحليل الشبكات الاجتماعية، ولكن غالبا ما يتركز على الأنماط المحلية للشبكة. على سبيل المثال، يتم تمثيل زخارف الشبكة، هي رسوم بيانات فرعية، بشكل أكثر في الشبكة. زخارف نشاط مماثلة على تمثيل الأنماط في سمات العقد وحواف في الشبكة التي هي أكثر من ممثلة نظرا لهيكل الشبكة.

### تحليل الترابط
تحليل الترابط هي مجموعة فرعية من تحليل الشبكات تستكشف الصلات بين الكائنات. على سبيل المثال: كجزء من تحقيقات الشرطة، النظر في عناوين المشتبه فيهم والضحايا، وأرقام الهواتف التي تم الاتصال منها والمعاملات المالية التي قاموا بها في خلال فترة زمنية معينة، والعلاقات العائلية بين هذه المواضيع. في هذه الحالة، يقدم تحليل الترابط معلومات قيمة وحاسمة حول العلاقات بين كائنات كثيرة جدا ومن أنواع مختلفة لا تكون واضحة من قطع معزولة من المعلومات. وبداء الاعتماد على أجهزة الكمبيوتر التي تقوم بتحليل الترابط بشكل متزايد من قبل المصارف وشركات التأمين لكشف الاحتيال، ومن قبل مشغلي الاتصالات في تحليل شبكة الاتصالات السلكية واللاسلكية، ومن قبل القطاع الطبي في مجال علم الأوبئة وعلم الصيدلة، ومن قبل الشرطة في التحقيقات، من قبل محركات البحث لتحديد أهمية المعدلات ومن قبل قراصنة الاتنترنت لتحديد لسبامديكسينغ ومن قبل أصحاب الأعمال لتحسين إظهار أعمالهم في نتائج محركات البحث، وفي أي عمل يتطلب تحليل ترابط العلاقات بين العديد من الكائنات.

#### تحليل ترابطات الويب
تستعمل خوارزميات ترتيب عدة بحث ويب مقاييس مركزية متستندة على الارتباط، بما في ذلك بحث مارشيوري الفائق هو فرط بحث، غوغل بايج رانك ترتيب الصفحة، خوارزمية كلينبيرج وخوارزمية، تراست رانك. كما يجري تحليل الترابط في علوم المعلومات وعلوم الاتصال من أجل فهم واستخراج المعلومات من بنية مجموعات من صفحات الويب. على سبيل المثال قد يكون التحليل حول ترابط مواقع ومدونات السياسيين على شبكة الإنترنت.

### مقاييس مركزية
يمكن الحصول على معلومات حول الأهمية النسبية للحواف والعقد في رسم بياني عن طريق مقاييس مركزية والتي تستخدم على نطاق واسع في تخصصات مثل علم الاجتماع.

## الشبكات المكانية
يتم تضمين العديد من الشبكات الحقيقية في الفضاء. ومن الأمثلة على ذلك شبكات النقل والبنية التحتية الأخرى، والشبكات العصبية للدماغ. تم تطوير عدة نماذج للشبكات المكانية.

## انتشار المحتوى على الشبكات
ينتشر محتوع الشبكات المعقدة بطريقتين رئيسيتين: انتشار محفوظ وانتشار غير محفوظ. في الانتشار المحفوظ، فإن الكمية الإجمالية للمحتوى الذي يدخل شبكة معقدة يبقى مستقرا. إن أفضل تشبيه للانتشار المحفوظ هو تدفق الماء من جرة تحتوي على كمية محدودة من المياه تصب في سلسلة من الاقماع المتصلة ببعضها بواسطة الأنابيب. هنا، تمثل الجرة المصدر الأصلي كما تمثل المياه انتشار المحتوى. وتمثل الاقماع العقد بينما تمثل الأنابيب الوصلات بين العقد. فعندما يمر الماء من قمع إلى آخر، يختفي الماء على الفور من القمع السابق. بينما في الانتشار غير المحفوظ، يتغير المحتوى عندما يدخل ويمر من خلال شبكة معقدة. أفضل تشبيه للانتشار غير المحفوظ هو ماء يتدفق من صنبور يمر من خلال أقماع متصلة بواسطة أنابيب. هنا، كمية المياه من المصدر الأصلي لا نهائية. ويبقى كل قمع ممتلئ بالماء حتى بعد انتقال الماء إلى قمع آخر. إن نموذج الانتشار غير المحفوظ هو النموذج المناسب لشرح انتقال الأمراض المعدية.

## التطبيقات
- أورانج، مجموعة برامج استخراج البيانات orngNetwork
- باجيك (Pajek)، برنامج لتحليل الشبكات الكبيرة.
- توليب (Tulip)، برناج مجاني لاستخراج وتصور البيانات مخصصة لتحليل وتصور البيانات العلائقية.